# Pteromonnina ramosa
Pteromonnina ramosa là một loài thực vật có hoa trong họ Polygalaceae. Loài này được (I.M. Johnst.) B. Eriksen miêu tả khoa học đầu tiên năm 1993.